# 배즈 루어먼
마크 앤서니 "배즈" 루어먼(Mark Anthony "Baz" Luhrmann, 1962년 9월 17일 ~ )은 오스트레일리아의 영화 감독이다. 그의 영화는 현란한 조명과 화려한 무대 채색을 특징으로 한다.

## 영화
- 댄싱 히어로(1990년), 폴 메르쿠리오, 타라 모리스 주연
- 로미오와 줄리엣(1996년), 레오나르도 디카프리오와 클레어 데인스 주연
- 물랑 루즈(2001년), 니콜 키드먼과 이완 맥그리거 주연
- 오스트레일리아(2008년), 니콜 키드먼과 휴 잭맨 주연
- 위대한 개츠비(2013년), 레오나르도 디카프리오와 캐리 멀리건 주연
- 엘비스(2021년), 오스틴 버틀러 주연